# Єнджеюв (гміна)
Гміна Єнджеюв (пол. Gmina Jędrzejów) — місько-сільська гміна у східній Польщі. Належить до Єнджейовського повіту Свентокшиського воєводства.
Станом на 31 грудня 2011 у гміні проживало 29036 осіб.

## Територія
Згідно з даними за 2007 рік площа гміни становила 227,52 км²; у тому числі:
- орні землі: 69,00%
- ліси: 22,00%

Таким чином, площа гміни становить 18,10% площі повіту.

## Населення
Станом на 31 грудня 2011:
| Опис     | Загалом | Загалом | Чоловіки | Чоловіки | Жінки | Жінки |
| -------- | ------- | ------- | -------- | -------- | ----- | ----- |
| одиниця  | осіб    | %       | осіб     | %        | осіб  | %     |
| все      | 29036   | 100     | 14104    | 48.57    | 14932 | 51.43 |
| міське   | 16076   | 100     | 7653     | 47.61    | 8423  | 52.39 |
| сільське | 12960   | 100     | 6451     | 49.78    | 6509  | 50.22 |

## Сусідні гміни
Гміна Єнджеюв межує з такими гмінами: Водзіслав, Імельно, Малоґощ, Наґловіце, Окса, Сендзішув, Собкув.